# Xiphidiopsis microstyla
Xiphidiopsis microstyla är en insektsart som beskrevs av Sigfrid Ingrisch 2002. Xiphidiopsis microstyla ingår i släktet Xiphidiopsis och familjen vårtbitare. Inga underarter finns listade i Catalogue of Life.